# Stevens Point
Stevens Point es una ciudad ubicada en el condado de Portage en el estado estadounidense de Wisconsin. En el Censo de 2010 tenía una población de 26.717 habitantes y una densidad poblacional de 599,6 personas por km².

## Geografía
Stevens Point se encuentra ubicada en las coordenadas 44°31′32″N 89°33′13″O / 44.52556, -89.55361. Según la Oficina del Censo de los Estados Unidos, Stevens Point tiene una superficie total de 44.56 km², de la cual 41.34 km² corresponden a tierra firme y (7.23%) 3.22 km² es agua.

## Demografía
Según el censo de 2010, había 26.717 personas residiendo en Stevens Point. La densidad de población era de 599,6 hab./km². De los 26.717 habitantes, Stevens Point estaba compuesto por el 91.7% blancos, el 0.92% eran afroamericanos, el 0.43% eran amerindios, el 4.69% eran asiáticos, el 0.03% eran isleños del Pacífico, el 0.72% eran de otras razas y el 1.51% pertenecían a dos o más razas. Del total de la población el 2.61% eran hispanos o latinos de cualquier raza.